# Iñaki Barrenetxea Giraldez

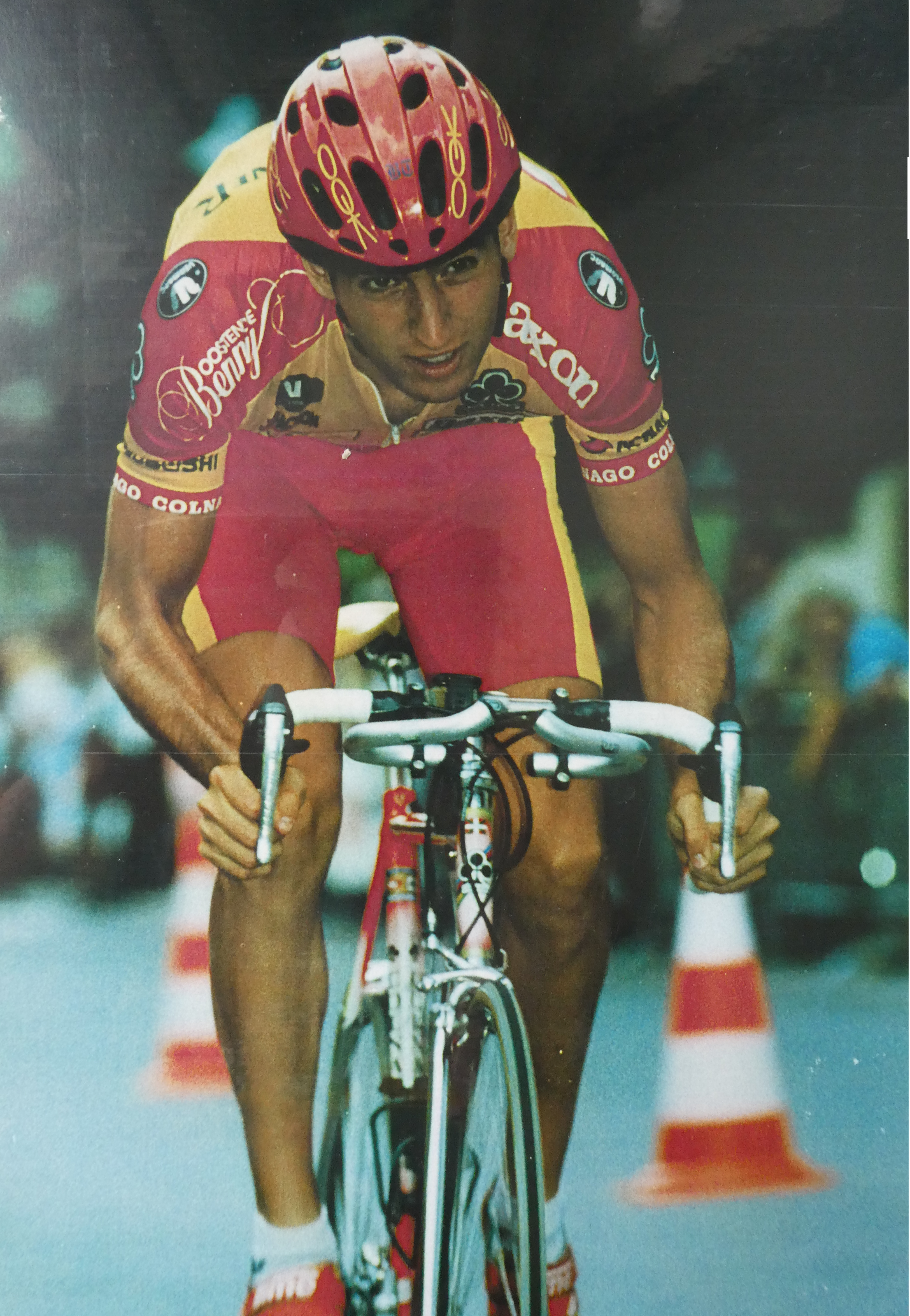
Iñaki Barrenetxea Giraldez

Iñaki Barrenetxea Giraldez (Bilbao, 11 november 1973) is een voormalig Baskisch wielrenner.

## Carrière
In 1997 nam Barrenetxea, in dienst van Tönissteiner-Colnago, onder meer deel aan de Ronde van Luxemburg en de Ronde van Wallonië. In 1998 onder meer deel aan de Volta Limburg Classic,  OZ Wielerweekend, Gent-Wevelgem, en de Brabantse Pijl.
In 1999 in dienst van Fuenlabrada, onder meer deel aan de Challenge Mallorca, Ruta del Sol, Ronde van Valencia, Ronde van het Baskenland, Ronde van Asturië, Euskal Bizikleta, Circuito de Getxo, en de Ronde van Burgos.

## Resultaten in voornaamste wedstrijden
1993
1e Bilbao
1994
3e Villasana de Mena
1995
3e Clásica Memorial Txuma

## Ploegen
- 1997 Tönissteiner-Colnago
- 1998 Tönissteiner-Colnago
- 1999 Fuenlabrada